# البصيرة (دير الزور)
مدينة البصيرة ناحية سورية تابعة لمنطقة دير الزور في محافظة دير الزور. البصيرة مدينة عميقة الجذور في التاريخ، تتميز بجمال طبيعتها وخصوبة أراضيها، وتقع لجهة الشرق من مركز محافظة «دير الزور» على بعد 43 كم عند ملتقى نهر «الخابور» بنهر «الفرات»، وهي من أهم الحواضر في المنطقة.

## أصل التسمية
يروى أن اسمها «تاباكان» ثم أصبح اسمها «شوبرا»، في عهد الآشوريين «تركسيون» سماها الرومان «سيرسيوم»، عندما فتحها العرب كان اسمها «قرقيسيا» نسبة إلى «قرقيسيان» الملك «طهمورث»، وهناك روايات كثيرة حول تسميتها كتلك القائلة: سميت «البصيرة» كناية إلى «البصرة» في العراق أو إلى المكان البصير أو المرتفع، و«البصيرة» مدينة تاريخية قديمة، وكانت عامرة زاهرة وافرة الثروة كثيرة السكان، حيث بلغ عدد سكانها في العهد الروماني 60 ألف نسمة.
فتحت «قرقيسيا» في عهد الخليفة «عمر بن الخطاب»- رضي الله عنه- على يد «عياض بن غنم» وقائده «سهل بن عدي»، وأصبحت قاعدة للجيوش العربية الإسلامية لإدارة بلاد الخابور، وازدهرت في العصر الأموي إذ سكنها بنو «كلاب»، واعتصم بها «زفر بن الحارث الكلابي» أيام «مروان بن الحكم». أضمحل دورها في العصر العباسي وأصبحت بلدة تابعة للرحبة.
تتميز البصيرة بجمال طبيعتها بحكم مرور نهري «الفرات» و«الخابور» فيها، فنشاهد مساحات كبيرة من الأراضي الخصبة ذات الإنتاجية المميزة، وتعتبر «البصيرة» من الوجهة الإدارية مركز ناحية ويتبع لها "16" قرية ومزرعة، ويبلغ عدد سكانها 23 ألف نسمة، ومساحة مخططها التنظيمي «810 هكتارات». تشتهر بالزراعة وصناعة الفخار والبسط، كما تشتهر بصناعاتها اليدوية القديمة مثل صناعة الفخار والبسط. أحدث فيها عام 1968م مجلس بلدي وقام بتنفيذ العديد من المشاريع الخدمية، من صرف صحي وتعبيد الطرق وإنارة الشوارع العامة.
بوجد في «البصيرة» العديد من المرافق المهمة كبنى تحتية إذ تضم: مركزا ثقافيا، مركز هاتف، مركز كهرباء، مركزا صحيا، مركز بريد، مركز عمران، مركز توجيه تربوي، صالة استهلاكية، وحدة مياه، مركز نفاذ للمعلوماتية، رابطة نسائية، مصرفا زراعيا، مصلحة زراعية، وحدة إرشادية، وحدة وقاية مزروعات. وتضم الناحية العديد من المساجد منها على سبيل المثال: «الصالح»، «البصيرة» القديم، «الصفا»، «البو فهد»، «الرواكع»، «العابد».

## الثروة النباتية والحيوانية
تتميز "البصيرة" بأنها منطقة زراعية خصبة تشتهر بزراعة القطن والحبوب والخضراوات إلى جانب تربية المواشي، حيث تبلغ مساحة الأراضي القابلة للزراعة "1155 هكتارا" وأعداد ثروتها الحيوانية من الأغنام "29 ألف رأس" ومن الماعز "65 رأسا" ومن الأبقار "1750 رأسا.

## صناعة الفخار
موقع «البصيرة» ومثالية الطين في المنطقة جعلها تتميز بهذه الصناعة حتى إن صانعي الفخار المحترفين يأخذون الطين منها إن أرادوا الإتقان، وهنا أذكر أنه يوجد معمل واحد في المنطقة هو المعمل الذي يعود لعائلة السلامة وكان يسد احتياجات «دير الزور» ويصدر إلى «الحسكة» و«الرقة» أيضاً، وكان المعمل وحده كافياً ويغطي هذه المناطق وذلك بسبب قدرة العامل الواحد في المعمل على صنع 100 قطعة في اليوم، ولكن في العقود الأخيرة تم افتتاح أكثر من مفخرة أي معمل للفخار في «دير الزور» وفي «الرقة» ولكن بإشراف أبناء «البصيرة» أو أشخاص تعلموا فيها صناعة الفخار.

## الأدباء والباحثين
عرفت البصيرة الكثير من المبدعين سواء في مجال البحث أو الأدب أو الفن التشكيلي فمن شعراء البصيرة نذكر الشاعر «فاروق الحميد» الذي أصدر عدة مجموعات شعرية منها: «تباً لي... تباً لهذي الأنقاض»، «الشعراء في الهاوية»، «أوزان وخوابي». ومن الباحثين نذكر الباحث «عبد القادر سلامة»، وكذلك الباحث «محمد غدو الصالح السليمان» الذي أصدر: «الرحلات الخيالية في الشعر العربي الحديث». أما الفن التشكيلي فنذكر الفنان التشكيلي «زكريا اللجي» وهو خريج كلية الفنون الجميلة، جامعة «دمشق»